# Punto cieco
Il punto cieco, anche chiamato macchia cieca, è una piccola area della retina che non contiene recettori per la luce, ed è quindi cieca. È stata scoperta solo nel XVII secolo dal fisico francese Edme Mariotte.

## Caratteristiche
Il punto cieco si trova in posizione mediale: a destra nell'occhio sinistro e a sinistra nell'occhio destro. In questo punto, i fasci nervosi provenienti dalle varie zone della retina si riuniscono a formare il nervo ottico, e vengono incanalati verso il cervello. La retina viene interrotta perché i fasci passano davanti ad essa, e non dietro come si potrebbe pensare, e devono quindi attraversarla quando formano il nervo ottico. La visione non viene disturbata da questi fasci, perché sono molto piccoli.
Il campo visivo di ogni occhio contiene quindi un piccolo buco, che a rigor di logica dovrebbe essere nero. Però questo buco non viene notato consciamente, per due ragioni:
- l'altro occhio fornisce al cervello informazioni su cosa si trova in quella parte di campo visivo, anche se non molto dettagliate
- se l'altro occhio viene chiuso, il cervello riempie comunque il buco usando informazioni provenienti dalle zone immediatamente circostanti.

È importante sottolineare che, quando viene usato un solo occhio, ciò che viene visto nell'area del punto cieco è solo una supposizione da parte del cervello, e potrebbe essere sbagliata. Gli ottici usano speciali immagini che sfruttano questo meccanismo e permettono al soggetto di notare l'esistenza del punto cieco.

## Come trovare il punto cieco
Coprite l'occhio sinistro, ed osservate l'immagine qui sotto con l'occhio destro. Ponetevi ad una distanza di circa 30 cm dal monitor, e fissate con l'occhio destro la croce. È importante fissare la croce senza muovere gli occhi.
Muovendo avanti e indietro la testa, dovreste notare che il pallino a destra scompare e riappare alternativamente. Questo perché, quando il pallino passa attraverso il punto cieco dell'occhio destro, il cervello usa l'area circostante (completamente bianca) per riempire il pezzo mancante; funziona anche coprendosi l'occhio destro e fissando il pallino.